# Emmet Building
El Emmet Building es un edificio histórico de 16 pisos ubicado en 89–95 Madison Avenue en 29th Street, en el vecindario NoMad de Manhattan, Ciudad de Nueva York. Fue diseñado por John Stewart Barney y Stockton B. Colt del estudio de arquitectura Barney & Colt para el Dr. Thomas Addis Emmet, un destacado cirujano ginecológico que también fue autor de libros sobre la historia de Irlanda Era hijo de Emmet John Patten, profesor de química en la Universidad de Virginia que nació en Irlanda y era sobrino de Robert Emmet, el defensor de la independencia irlandesa.
El edificio fue construido entre 1911 y 1912, reemplazando la propia casa adosada de Emmet en 89 Madison, y otras cuatro propiedades en 91-95 Madison que había adquirido. Aunque la función principal del edificio era servir a los inquilinos comerciales en el área al norte de Madison Square Park, Emmet tenía un ático que incluía muebles diseñados a medida por Keeble, Ltd. Fue atendido por un ascensor privado. Se mudó con su hijo de 51 años, su enfermera y su cocinero, Koricki Myamiata, y vivió en el edificio durante más de 40 años. El espacio comercial se ubicó en los pisos inferiores del edificio; Entre los primeros inquilinos se encontraban los comerciantes mayoristas de seda William Openhym & Sons y Manhattan Shirt Company

## Arquitectura
El edificio neorrenacentista está adornado con ornamentación neogótica de terracota. El exterior de los dos primeros pisos usaba piedra caliza y estaba adornado con ornamentación de hierro fundido y pilares revestidos de mármol verde. El exterior del piso inferior presenta figuras, marquesinas y gárgolas medievales, así como "caballeros y cortesanas". Las columnas exteriores se extienden entre el cuarto y el undécimo piso.  El vestíbulo estaba adornado con mármol Sienna y Numida, pisos de mosaico y puertas y marco de bronce de los ascensores. La fachada fue restaurada en 1991.
La quinta edición de la Guía AIA de la ciudad de Nueva York especula que el diseño del edificio puede haberse inspirado en el edificio Woolworth.

## Punto de referencia
El edificio Emmet, así como el hotel de arquitectura Beaux Arts James NoMad (anteriormente el Hotel Seville) en 22 East 29th Street al otro lado de la calle, fueron designados como puntos de referencia por la Comisión de Preservación de Monumentos de la Ciudad de Nueva York el 6 de marzo de 2018. Meenakshi Srinivasan, presidente de la Comisión de Conservación de Monumentos Históricos, dijo: "Estos elegantes edificios no solo son distintivos y ejemplares por sí mismos, sino que juntos representan una era de cambio y desarrollo en el área al norte de Madison Square a principios del siglo XX". La familia propietaria ha estado renovando el edificio y, después de apoyar inicialmente la marcación, luego expresó su descontento con la forma en que opera la Comisión de Preservación de Marcas y su burocracia.